# Slovenija, odkod lepote tvoje
»Slovenija, od kod lepote tvoje« je skladba Ansambla bratov Avsenik iz leta 1974. Avtor glasbe je Slavko Avsenik, besedilo pa je napisal Marjan Stare.

## Snemanje
Snemanje je bilo leta 1973, producent pa Vilko Ovsenik. Skladba je bila izdana na istoimenskem albumu (velika dvojna plošča in kaseta) in na albumu Prijatelji, ostanimo prijatelji (kaseta) pri založbi Helidon.

## Zasedba

### Produkcija
- Slavko Avsenik – glasba
- Marjan Stare – tekst
- Vilko Ovsenik – aranžma, producent

### Studijska izvedba
- Slavko Avsenik – harmonika
- Alfi Nipič – solist
- Ema Prodnik – solist
- Jožica Svete – spremljevalni vokal
- Lev Ponikvar – kitara
- Albin Rudan – klarinet
- Franc Košir – trobenta
- Mik Soss – kontrabas